# 圖庫瓦查南山
10°14′52″S 77°18′47″W / 10.24778°S 77.31306°W
圖庫瓦查南山（Tuku Wachanan），是秘魯的山峰，位於該國北部安卡什大區，由博洛涅西省的卡哈凱區負責管轄，屬於安地斯山脈的一部分，海拔高度4,600米。